# Wereldkampioenschap rapiddammen
Het wereldkampioenschap rapiddammen werd 1x gespeeld namelijk van 16 t/m 28 april 1999 in diverse Nederlandse plaatsen. Winnaar werd Aleksandr Georgiejev met 27 punten uit 22 partijen. Hij werd op 1 punt gevolgd door Aleksandr Schwarzman en Alexander Baljakin. Beste Nederlander was Harm Wiersma op de gedeelde vierde plaats. De beide andere Nederlanders Rob Clerc ( 21 pt.) en Auke Scholma (18 pt.) eindigden in de tweede helft van het klassement. 

## Erelijst
| Jaar | Plaats       | Eerste               | Tweede                                   | Derde                                    | Bron |
| ---- | ------------ | -------------------- | ---------------------------------------- | ---------------------------------------- | ---- |
| 1999 | Nederland    | Aleksandr Georgiejev | Aleksandr Schwarzman Alexander Baljakin  | Aleksandr Schwarzman Alexander Baljakin  |      |
| 2012 | Rijsel       | Roel Boomstra        | Aleksej Tsjizjov                         | Ajnoer Sjajbakov                         |      |
| 2014 | İzmir        | Ajnoer Sjajbakov     | Moerodoello Amrillajev                   | Aleksandr Schwarzman                     |      |
| 2015 | İzmir        | Alexander Baljakin   | Aleksandr Schwarzman                     | Jasper Lemmen                            |      |
| 2016 | İzmir        | Yuri Anikejev        | Aleksandr Schwarzman                     | Artem Ivanov                             |      |
| 2017 | İzmir        | Artem Ivanov         | Aleksandr Getmanski Aleksandr Georgiejev | Aleksandr Getmanski Aleksandr Georgiejev |      |
| 2018 | Bergamo      | Alexander Baljakin   | Aleksandr Schwarzman                     | Aleksej Tsjizjov                         |      |
| 2019 | Beilen       | Roel Boomstra        | Alexander Georgiev                       | Wouter Sipma                             |      |
| 2020 | Antalya      | Yuri Anikejev        | Nicolay Germogenov                       | Sergey Belosjejev                        |      |
| 2021 | Julinek Park | Aleksandr Getmanski  | Yuri Anikejev                            | Aleksandr Schwarzman                     |      |
| 2022 | Julinek Park | Jitse Slump          | Martijn van IJzendoorn                   | Jan Groenendijk                          |      |
| 2023 | Julinek Park | Jan Groenendijk      | Martijn van IJzendoorn                   | Artem Ivanov                             |      |